# Festival di Napoli 1955
Il terzo festival della canzone napoletana si tenne a Napoli dal 16 al 18 giugno 1955.

## Classifica, canzoni e cantanti
| Posizione | Canzone                   | Autori                                    | Artista                                   | Voti |
| 1.        | 'E stelle 'e Napule       | (Michele Galdieri e Giuseppe Bonavolontà) | Gino Latilla con Carla Boni - Maria Paris | 79   |
| 2.        | Ddoje stelle so' cadute   | (Francesco Saverio Mangieri)              | Sergio Bruni - Achille Togliani           | 45   |
| 3.        | 'E llampare               | (A. Gargiulo e G. Spagnolo)               | Tullio Pane - Gino Latilla                | 32   |
| 4         | 'O ritratto 'e Nanninella | (P. Scarfò e Antonio Vian)                | Gino Latilla - Sergio Bruni               | 30   |
| 5         | 'A luna chiena            | (Vincenzo De Crescenzo e Furio Rendine)   | Franco Ricci - Gino Latilla               | 24   |
| 6         | 'E rrose chiagneno        | (A. Ciervo, Mario De Angelis e C. Falpo)  | Carla Boni - Tullio Pane                  | 21   |
| 7         | Nnammuratella mia         | (Tito Manlio e Marcello Gigante)          | Gino Latilla - Franco Ricci               | 20   |
| 8         | Geluso 'e te              | (G. Martino e D. Pirozzi)                 | Achille Togliani - Sergio Bruni           | 11   |

### Non finaliste
| Canzone                  | Autori                             | Artista                        |
| Luna Chiara              | (A. Ciervo, C. Nato e N. Fusco)    | Carla Boni - Eva Nova          |
| Curiosità                | (P. Mendes e E. Falcocchio)        | Gino Latilla - Franco Ricci    |
| Me songo nnammurato      | (A. Cesareo e S. Colonnese)        | Achille Togliani - Maria Paris |
| Comme te ll'aggi'a di'?  | (A. Ciervo e Granelli)             | Achille Togliani - Eva Nova    |
| Luna janca               | (L. Cioffi e G. Cioffi)            | Maria Paris - Achille Togliani |
| 'A bonanema 'e ll'ammore | (Jovino e M. Festa)                | Nino Taranto - Gino Latilla    |
| Chiagneno pure ll'onne   | (A. Balena e Vairano)              | Carla Boni - Tullio Pane       |
| Napule sotto e n'coppa   | (Giuseppe Marotta e Carlo Concina) | Eva Nova - Carla Boni          |

## Orchestra
Diretta dai maestri: Giuseppe Anepeta e Cinico Angelini.

## Organizzazione
Della RAI